# 斯波坎 (密蘇里州)
斯波坎（英語：Spokane）是位於美國密蘇里州克里斯蒂安縣的普查規定居民點。

## 歷史
斯波坎的郵局自1892年營運至今。

## 人口
根據2020年美國人口普查的數據，斯波坎的面積為8.57平方千米，皆為陸地。當地共有人口491人，而人口密度為每平方千米57.29人。